# Airolastic
 (mars 2016).
L'Airolastic est un textile dont le nom déposé est apparu dans les années 1930.
Ce tricot poreux permet la respiration de la peau. Il sert en 1936 pour le fameux maillot de bain Roussel, symbolique de la libération des corps avant la Seconde Guerre mondiale.